# The End of Evangelion
The End of Evangelion (新世紀エヴァンゲリオン劇場版 Air/まごころを、君に Shin seiki Evangelion Gekijō-ban: Air/Magokoro wo, kimi ni?) är en animerad film av Hideaki Anno och Kazuya Tsurumaki utgör ett alternativt slut till den populära animen Neon Genesis Evangelion. Filmen är uppdelad i två delar, Episode 25: Air och Episode 26: まごころを、君に (Magokoro o, kimi ni, "My Purest Heart for You").

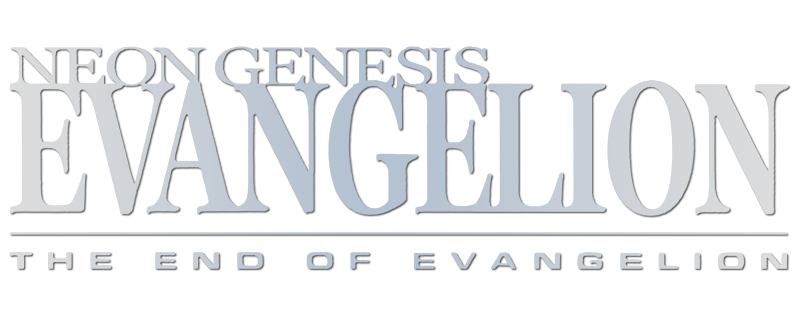
Logotyp från DVD-omslaget

Den första delen var också med i ofärdigt tillstånd i den tidigare filmen, Evangelion: Death and Rebirth. The End of Evangelion blev senare den andra hälften av Revival of Evangelion, en kombination av Death(true)² och The End of Evangelion.

## Handling
Avsnittens namn är i formatet "japansk originaltitel/alternativ engelsk titel".

### Avsnitt 25': Air / Love is Destructive
Filmen börjar när Shinji på sjukhuset desperat ber den medvetslösa Asuka om hjälp. Då han försöker väcka henne drar han av misstag bort hennes täcke och får därför syn på hennes nästan nakna kropp. Efter att ha frusit i chock onanerar Shinji tills han får orgasm medan han ser på hennes kropp. Scenen slutar med att Shinji lågt säger ”Jag är så usel...”.
Nästa sekvens visar hur Gendo Ikari bryter med SEELE angående Mänskliga Instrumentalitetsprojektets genomförande. Som svar attackerar SEELE NERV:s högkvarter. Japans strategiska självförsvarsstyrkor (JSSDF) tar sig in i anläggningen och dödar militär och civil personal.
Då JSSDF:s mål är att döda Evornas piloter ger Misato order om att förflytta Asuka från NERV:s sjukhus till Evangelion Enhet 2. När hon upptäcker att Shinji fortfarande är i anläggningen ger sig Misato ut för att personligen rädda honom. 
Samtidigt tar sig Rei Ayanami till LCL-sjön nära Terminal Dogma. Gendo och Fuyutsuki skiljs åt efter att ha dragit slutsatsen att anläggningen kommer att intas, då Gendo ger sig av till Terminal Dogma för att initiera Tredje Nedslaget. Strax därefter tar sig JSSDF in i Central Dogma för en sista eldstrid mot de överlevande medlemmarna. 
Under tiden räddar Misato Shinji från att avrättas genom att skjuta soldaterna. Hon tar honom sedan till Enhet 1. Utanför hissen till startrampen attackeras de av soldater som skjuter Misato i ryggen. Hon ignorerar smärtan och talar med Shinji en sista gång för att övertyga honom om att ta sin roll som Evangelion-enhetens pilot. Hon ger honom sitt blodstänkta krucifix och en lång kyss, med löfte om att de ska ”göra resten” när han återvänder. Efter att ha knuffat in Shinji i hissen kollapsar hon och dör, sekunder innan en explosion förintar hennes kropp.
Asuka vaknar inuti Enhet 2 på botten av sjön utanför NERV:s högkvarter. Då JSSDF fäller sjunkbomber för att förstöra hennes Evangelion drabbas hon av en intensiv rädsla för att dö. Hon inser att hennes mor alltid har varit med henne som Enhet 2:s själ och återfår sitt medvetande. Deras trupper på markytan besegras, men inte innan de lyckas kapa kabeln som förser Enhet 2 med energi. SEELE drar slutsatsen att Enhet 2 är ett hinder för deras planer och sänder de nio massproducerade Evangelion-enheterna 5 till 13 för att stoppa den. Asuka besegrar dem alla innan batteriet i Enhet 2 laddats ur, men en kopia av Heliga lansen penetrerar dess AT-fält och spetsar dess huvud. De massproducerade Evorna vaknar till liv igen och går till attack mot Enhet 2 och börjat slita den i bitar. Asukas öde klargörs inte, men personalen i Central Dogma antar att hon dödas.
Ritsuko tar sig till Terminal Dogma för att stoppa Gendo Ikari genom att beordra superdatorn MAGI att initiera dess självförstörelse och därmed Geofrontens. Men Kaspar, MAGI:s tredje kärna och Naoko Akagis kvinnliga personlighet, nekar detta beslut och stoppar sekvensen. Gendo yttrar en ohörbar mening till Ritsuko – vilken hon besvarar med ”Lögnare.” – innan han skjuter henne.
Under tiden aktiveras Enhet 1 och bryter den härdade materian som blockerar Shinjis väg till kapselns öppning. Den sista scenen i första delen visar hur Enhet 1 höljd i mörker lämnar Geofronten och Shinjis vrål av skräck då han ser de krossade resterna av Enhet 2.

### Avsnitt 26': My Purest Heart for You (Sincerely Yours) / ONE MORE FINAL: I need you.
Gendo Ikari och SEELE initierar Instrumentalitet på egen hand. Gendos scenario använder Rei för att binda Adam till Lilith som en gemensam enhet. SEELE:s planer å andra sidan, börjar när den sanna Heliga lansen återvänder till jorden från månens yta. Detta låter dem använda Enhet 1 och de massproducerade Evorna för att bilda ett Livets träd.
I Terminal Dogma fogar Gendo samman sin högra hand, och därmed Adams embryo, samman med Reis kropp. Rei avvisar Gendos kontroll, absorberar Adam, och förenas på egen hand med Lilith. Den korsfästa aposteln förvandlas till en rörlig, vit varelse av enorma och ständigt växande proportioner. Lilith befrias från sin mask och tar Reis form, stiger mot himlen och tar de massproducerade Evorna som sina avatarer. Heliga lansen tränger in i Enhet 1:s kropp och omvandlar den till ett livets träd. Liliths ägg, en svart måne, stiger från Geofront till Liliths händer. Inuti Enhet 1 upplever Shinji egodöd och leder en desperat intern dialog med Asuka som resulterar i att han förlorar allt hopp. Detta är Instrumentalitetprojektets början, initierat av Shinjis beslut inuti Enhet 1: ”Ingen bryr sig om jag existerar eller inte... ingenting kommer någonsin att förändras. Så alla kan dö.”
I syfte att få människorna att villigt släppa sina AT-fält, tar Lilith olika former och möter varje individ. Dessa handlingar reducerar alla människor till en del av den gemensamma substansen LCL. Deras själar tar sig tillbaka till ägget. Shinji absorberas i Instrumentaliteten, och en öppning öppnas på Liliths panna, i vilken Enhet 1 går in. Rei och Kaworu visar honom att havet av LCL, de förenade själarna, är världen han ville skapa. Genom en rad av interna dialoger och reflektioner kommer Shinji dock till slutsatsen att det är bättre att leva som individ, även om att leva och smärta är oskiljaktiga ting.
Då bryter Enhet 1 ut ur Liliths ögon med Heliga lansen i hand, och Liliths fysiska form sönderfaller när ägget exploderar. Shinji återvänder till jorden i sin fysiska kropp genom att dyka upp från havet av LCL. Enhet 1 och Heliga lansen driver ut i världsrymden; Yui förklarar för Shinji att detta i all evighet kommer att tjäna som ett minne av att mänskligheten existerade. Innan hon ger sig av förklarar Yui i en flashbacksekvens för Fuyutsuki att alla levande varelser har möjligheten att återvända, så länge de har viljan att leva som separata individer.
I den sista scenen, efter att Shinji har tagit sig ut ur havet av LCL, vaknar han sida vid sida med Asuka som är vid liv igen. De enda som syns är Shinji och Asuka, lämnade på en ödelagd strand vid havet av LCL, med Tokyo-3:s ruiner i bakgrunden. Asuka, täckt i bandage, ligger orörlig bedvid Shinji. Shinji börjar strypa Asuka men slutar när hon med sin högra hand sträcker sig upp för att röra vid hans kind. Han bryter ihop ovanpå Asuka, innan hon yttrar filmens ökända sista mening: 
"kimochi warui".

## Sista scenen
Filmens sista scen är oklar och kan tolkas på många olika sätt, och dessa tolkningar har lett till mycket diskussion.
Asuka bär på bandage som motsvarar skadorna hon ådrog sig under sin sista strid (spetsat vänster öga, skadad högerarm); dessa skador återspeglar Reis skador i ’’Neon Genesis Evangelions’’ första avsnitt. 
Asukas sista ord, "気持ち悪い。" ("Kimochi warui.") kan också tolkas på flera sätt. Manga Entertainment översatte det till "How disgusting". Detta har skapat mycket förvirring bland västerländska fans, men även i originalet är ordens betydelse oklar. Ett avsnitt av Anime Yawa, ett japanskt TV-program om anime, sändes på NHK den 31 mars 2005; i denna beskrevs den sista meningen och dess egentliga betydelse. Ursprungligen planerades den att vara "I'll never let you kill me", men Anno var missnöjd med det. I sändningen beskrev Asukas röstskådespelare, Yuko Miyamura, hur Anno berättade för henne att han ville uppnå med scenen: 
Angående den slutgiltiga meningen vi använde, jag är osäker på om jag ens ska säga det. Till sist frågade Anno mig, "Miyamura, föreställ dig att du sover i din säng och en främling smyger in i ditt rum. Han kan våldta dig närhelst du sover men gör det inte. I stället onanerar han medan han ser på dig, och när du vaknar vet du om det. Vad tror du att du skulle säga då?" Jag hade sett honom som en märkvärdig man, men i detta moment kände jag mig äcklad. Så jag sade att jag tänkte "Äcklad." Han suckade och sade "Jag tänkte väl det."
Alternativt kan Asukas yttrande av äckel vara riktat mot deras värld, och skulle därigenom vara en parallell till Shinjis egen reaktion över hans beslut att överge en perfekt värld och återvända till individuell existens. 

## Utgåvor
En ny version av End of Evangelion släpptes den 25 juni år 2003 i Japan av Starchild / Kind Records som en del av Renewal of Evangelion, en samling som "sammanfogar digitalt bearbetade versioner av seriens 26 avsnitt, fyra remade-for-laserdisc avsnitt, tre teatraliska trailers och en bonusskiva med material som aldrig visats förr."  Denna version av filmen sammanfogar Evangelion: Death med End of Evangelion medan den utelämnar Rebirth, som endast tjänade som förhandsvisning till den första halvan av andra filmen. Nämnvärt är att bonusskivan innehåller en live action-sekvens med Rei, Asuka och Misatos röstskådespelare i deras karaktärers roller. 
Filmen har sedan dess också släppts på Netflix 21 Juni 2019, vilket även är den första gången filmen har släppts i HD bortsett från det då Japan-exklusiva Blu-ray-släppet. Det är dessutom första gången filmen har fått ett officiellt Svenskt släpp. Sen dess har serien även släppts på Blu-ray i fler länder.

## Kuriosa
- Episode 25': Air är namngiven efter Air av 3rd Orchestral Suite, BWV 1068 av Johann Sebastian Bach, som spelas under avsnittet.
- Låten som används under eftertexterna heter "THANATOS -If I Can't Be Yours-", utförs av Loren & Mash och är baserad på "THANATOS", en del av bakgrundsmusiken som används i serien.
- Mot slutet av filmen spelas låten "Komm, süsser Tod" av Arianne. På svenska betyder namnet "Kom, ljuva död" och kan härstamma ur Wolf Haas roman med samma namn eller från en komposition av Bach.
- När Misato läser skivan med information om Second Impact som Ryoji gav henne kan texten läsas på skärmen. Texten handlar om anime, men har ord som "Second Impact" i gemener för att ge intrycket av att handla om Evangelion. Faktum är att det är en parodi av Gainax ursprung och nämner parodiska namn av en del av deras produktioner. Den binära koden på skärmen kan tolkas, men resulterar endast i oläsliga tecken som verkar sakna sammanhang.
- Ritsuko använder en brandvägg kallad "Type 666", djävulens nummer. Numret 666 dyker upp flera gånger i filmen, bland annat under de "blixtrande" sekvenserna mot slutet. Då Shinji och Misato är i ett garage visar en skylt att garage 667 är vid deras sida, vilket kan betyda att de är i garage 666.
- Gendos Ikaris sista ord till Ritsuko är tysta och finns inte med i manuset. Ursprungligen planerades en explosion i bakgrunden vars ljud skulle göra meningen ohörbar, men även efter att den hade klippts bort ville Hideaki Anno att orden inte skulle höras. Yuriko Yamaguchi, Ritsukos röstskådespelare, hade svårigheter med att svara "Lögnare." utan att veta vad Gendo hade sagt. Anno gav henne en liten ledtråd, och hon visste då exakt hur hon skulle betona orden. De är fortfarande de enda personerna som vet vilken denna ledtråd var och därför de enda som vet vad Gendo sade.